# A544 Alholm
A544 Alholm er et skoleskib i Søværnet. Alholm er det fjerde skib i Holm-klassen og er opkaldt efter den lille ø Alholm i Isefjorden. Skibets besætning består af 5 faste besætningsmedlemmer og op til 4 kadetter der skal lære om sejlads, navigation og grunlæggende sømandsskab. Organisatorisk hører Alholm under division 14 (skoleskibsdivisionen) i 1. eskadre. 
Alholm, som har nybygningsnummer 111 fra Danish Yacht i Skagen, fik sit navn ved en ceremoni den 7. februar 2007 ved Flådestation Korsør. Navngivningen blev forestået af direktøren for Miljøstyrelsen, Ole Christensen.

## Alholm, flere skibe
Skibet er det andet skib i flådens tal der bærer navnet Alholm:
- MSK1 Alholm (Minestryger/Orlogskutter, 1945-1971)
- A544 Alholm (Skolefartøj, 2007-)